# Metlaltoyuca
Metlaltoyuca är en ort i Mexiko.   Den ligger i kommunen Francisco Z. Mena och delstaten Puebla, i den sydöstra delen av landet, 200 km nordost om huvudstaden Mexico City. Metlaltoyuca ligger 326 meter över havet och antalet invånare är 3 934.
Terrängen runt Metlaltoyuca är kuperad norrut, men söderut är den platt. Metlaltoyuca ligger uppe på en höjd. Runt Metlaltoyuca är det ganska tätbefolkat, med 52 invånare per kvadratkilometer. Närmaste större samhälle är La Ceiba, 6,2 km väster om Metlaltoyuca. Omgivningarna runt Metlaltoyuca är en mosaik av jordbruksmark och naturlig växtlighet.